# منتخب فيتنام تحت 20 سنة لكرة الصالات
منتخب فيتنام تحت 20 سنة لكرة الصالات (بالفيتنامية: Đội tuyển bóng đá trong nhà U-20 quốc gia Việt Nam)‏ هو ممثل فيتنام الرسمي في المنافسات الدولية في كرة الصالات تحت 20 سنة، يديريه اتحاد فيتنام لكرة القدم.